# Oceanopapaver neocaledonicum
Oceanopapaver neocaledonicum  es una especie de arbusto  y el único miembro del género monotípico Oceanopapaver, perteneciente a la familia Capparaceae. Es originaria de Nueva Caledonia.

## Taxonomía
Oceanopapaver neocaledonicum fue descrita por André Guillaumin y publicado en Bulletin de la Société Botanique de France 79: 226. 1932.